# Internacia Komunista Esperantista Kolektivo
Internacia Komunista Esperantista Kolektivo (IKEK ; з есп. — Міжнародний Комуністичний Есперантистський Колектив) — об'єднання представників есперанто-спільноти різних країн, що мають марксистські погляди. Спілка не є політичною партією і не орієнтується на якусь конкретну течію в лівому русі. Девіз організації — «Есперанто для класової боротьби».

## Принципи
ІКЕК був заснований в 1974 році членами Комуністичної партії Португалії. Протягом 14 років організація функціонувала без будь-якого статуту. 10-а Міжнародна конференція IKEK (Лісабон, 1988) вперше прийняла Статут. Нині діючий Статут спілки складається з початкової редакції 1988 року, а також правок, прийнятих на 15-й і 16-й Міжнародних конференціях.
Згідно статуту:
- ІКЕК сприяє взаємодії між есперанто-марксистами з різних країн;
- мовою есперанто IKEK має допомагати міжнародній координації в робітничому русі, сприяти налагодженню тісніших зв'язків між окремими комуністичними партіями та іншими політичними організаціями, що є прибічниками теорії класової боротьби;
- ІКЕК не повинен стояти осторонь глобальних проблем нашого часу: миру, соціального прогресу, екології, демократії;
- ІКЕК відкритий для всіх тенденцій лівого руху. Марксизм-ленінізм, підтримуваний частиною IKEK, для більшості членів спільноти представляє собою предмет дискусії;
- важливою метою IKEK є теза про спільні інтереси трудящих у всьому світі, соціалізм та спільну боротьбу за соціальні права.
- ІКЕК не нав'язує організаційну єдність, є об'єднанням, що діалектично розвивається;
- національні підрозділи IKEK можуть розробляти власний статут, який має узгоджуватися з принципами ІКЕК.

## Організаційна структура
Керівним органом є виборна рада IKEK. Наразі до неї входять Стен Кібл (Велика Британія; президент), Марія Прилепська (Росія; віце-президент), Дітер Роке (Швеція; секретар) та Альсіно Рамос Алвеш (Португалія; фінансово-організаційне забезпечення).
Друкованим органом IKEK є газета «Інтернаціоналіст». Підписка газети є членським внеском в IKEK.

## Інше
Комуністами-есперантистами, зокрема Гільєрмо Лутермано, здійснена чимала робота по перекладу класичних марксистських текстів на мову есперанто, розроблені матеріали для вивчення діалектичного й історичного матеріалізму.
Більшість членів IKEK стоять на антисталіністських позиціях, що засвідчено в дискусії Лутермано з Прилепською. Крім того, на сайті IKEK можна знайти й інші матеріали антисталіністського характеру. Тут, зокрема, є характеристика роботи Мартем'яна Рютіна «Сталін і криза пролетарської диктатури».